# Sabulodes separanda
Sabulodes separanda là một loài bướm đêm trong họ Geometridae.